# Сосны (Ростовская область)
Сосны — посёлок в Белокалитвинском районе Ростовской области. Входит в состав Нижнепоповского сельского поселения.

## География
Расположен на правом берегу Калитвы непосредственно к востоку от жилых массивов города Белая Калитва, находящихся на левом берегу. Имеется мост через реку.

## Население
| 1989 | 2002  | 2010  |
| ---- | ----- | ----- |
| 1530 | ↗2407 | ↘2391 |

## Инфраструктура
На территории посёлка располагается детский оздоровительный лагерь "Орлёнок". В 2013 году в рамках программы губернатора Ростовской области "100 детских садов к 2015 году" был построен детский сад. Также в Соснах есть общеобразовательная средняя школа. 